# Krasnoslobodsk (Mordovia)
Krasnoslobodsk (russo: Краснослобо́дск) è un paese della Repubblica di Mordovia, Russia. È situato 107 km ad ovest della capitale Saransk in prossimità della sponda sinistra del fiume Mokša.
Ci sono documenti che testimoniano la sua esistenza fin dal 1571; ha ottenuto lo status di paese nel 1780.